# Petr Minařík
Petr Minařík (* 13. říjen 1975 Brno) je moravský nakladatel, scenárista, kulturní organizátor, novinář a siderodromofil.

## Život
Narodil se v Brně. V roce 1995 založil s Pavlem Řehoříkem nakladatelství Větrné mlýny. To se původně zaměřovalo na divadelní literaturu. Postupně ale začalo vydávat také českou a překladovou beletrii a poezii, audio knihy a literární revue Rozrazil. Mezi českými autory v něm vyšla díla například Arnošta Goldflama, Pavla Kohouta, Václava Havla, Patrika Ouředníka, Jiřího Kratochvila, Michala Ajvaze a dalších.
Skrze Větrné mlýny založil v roce 2000 festival Měsíc autorského čtení. Ten se koná tradičně v červenci v brněnském Divadle Husa na provázku, kde během každého večera čte jeden český spisovatel a jeden spisovatel z hostující země. Festival se postupně stal největší literární událostí svého druhu ve střední Evropě a rozšířil se do dalších měst v Česku i v zahraničí (Ostrava, Bratislava, Košice, Lvov, Vratislav).
Minařík také dlouhodobě spolupracuje s Českou televizí. Je autorem nebo spoluautorem scénářů a režisérem k několika dokumentům. Podílel se třeba na snímcích Pupek nebe (2012), Král nic nedělá (2012), Arcibiskup s lidskou tváří (2012) a dalších. Tvůrčí činností a koprodukcí se podílel na cyklech Česko jedna báseň a Čtenářský deník, dále koprodukoval cyklus Evropa jedna báseň, který pohledem českých a slovenských dokumentaristů představil 27 básníků z 27 zemí Evropské unie. Jako součást víkendového týdeníku Týden v regionech Brno uváděl 10 let (2012-2022) vlastní glosovanou rubriku Minaříkův týden.
Vlastní články publikuje v řadě českým tištěných a internetových periodik, např. Právo, Lidové noviny, Reflex, Host, Ostravan.cz a další.
Je členem programové rady studijního programu Ukrajinská studia na Filosofické fakultě Masarykovy univerzity v Brně.
Je ženatý. S manželkou, původem běloruskou dramaturgyní, Irinou Minaříkovou má dceru.

## Filmografie (výběr)
- Čtenářský deník (2008), televizní literární cyklus, scénář
- Autoškola sobě (2010), televizní dokument, scénář a řežie
- Arcibiskup s lidskou tváří (2012), televizní dokument, scénář a řežie
- Pupek nebe (2012), televizní dokument, producent
- Artefakta (2013) televizní diskuzní pořad, režie
- Bandité pro Baladu (2022), televizní film, producent